# 齐兴郡 (北齐)
齐兴郡，中国南北朝时设置的郡。
北齐改淮川郡置齐兴郡，治白狗县（今河南省正阳县东南）。不久废除齐兴郡，白狗县改属汝南郡。隋文帝开皇三年（583年）废汝南郡，白狗县改为淮川县，淮川县直属息州。 